# Jordan de l'Isla de Venessi
Jordan de l'Isla de Venessi (finals segle xiii) fou un trobador menor provençal, actiu al tercer quart del segle xiii. Era originari probablement de L'Illa de Veniça. És l'autor convencional de la cançó decasíl·laba Longa sazon ai estat vas Amor, tot i que aquesta composició s'atribueix a set autors més en diversos cançoners (Gaucelm Faidit, Peire de Maensac, Peire Raimon de Tolosa, Pons de Capduelh, Sordello o Rostanh de Merguas).
La Longa sazon ai estat vas Amor (276,1) constitueix la base, a la pràctica es tracta d'una traducció, del poema de l'autor italià de l'escola siciliana Jacopo Mostacci, Umile core e fino e amoroso.

Longa sazon ai estat vas Amor
  humils e francs, et ay fach son coman
  en tot quant puec; quez anc per nulh afan
  qu’ieu en sufris ni per nulla dolor,
  de leis amar non parti mon corage
  a cui m’era rendutz de bon talen,
  entro conuc en leis un fol usage
  de que·m dechai e m’a camjat mon sen.
```
 [...]
```

Jordan de l'Isla de Venessi és probablement la mateixa persona que Escudier de la Ylha (Escuder de l'Illa) citat com el mateix autor de la composició en el manuscrit R.